# Alburnoides manyasensis
Alburnoides manyasensis е вид лъчеперка от семейство Шаранови (Cyprinidae).

## Разпространение
Видът е ендемичен за водите на река Симав на езерото Куш в Турция.